# Caroline Link
Caroline Link (Bad Nauheim, 2 giugno 1964) è una regista e sceneggiatrice tedesca.

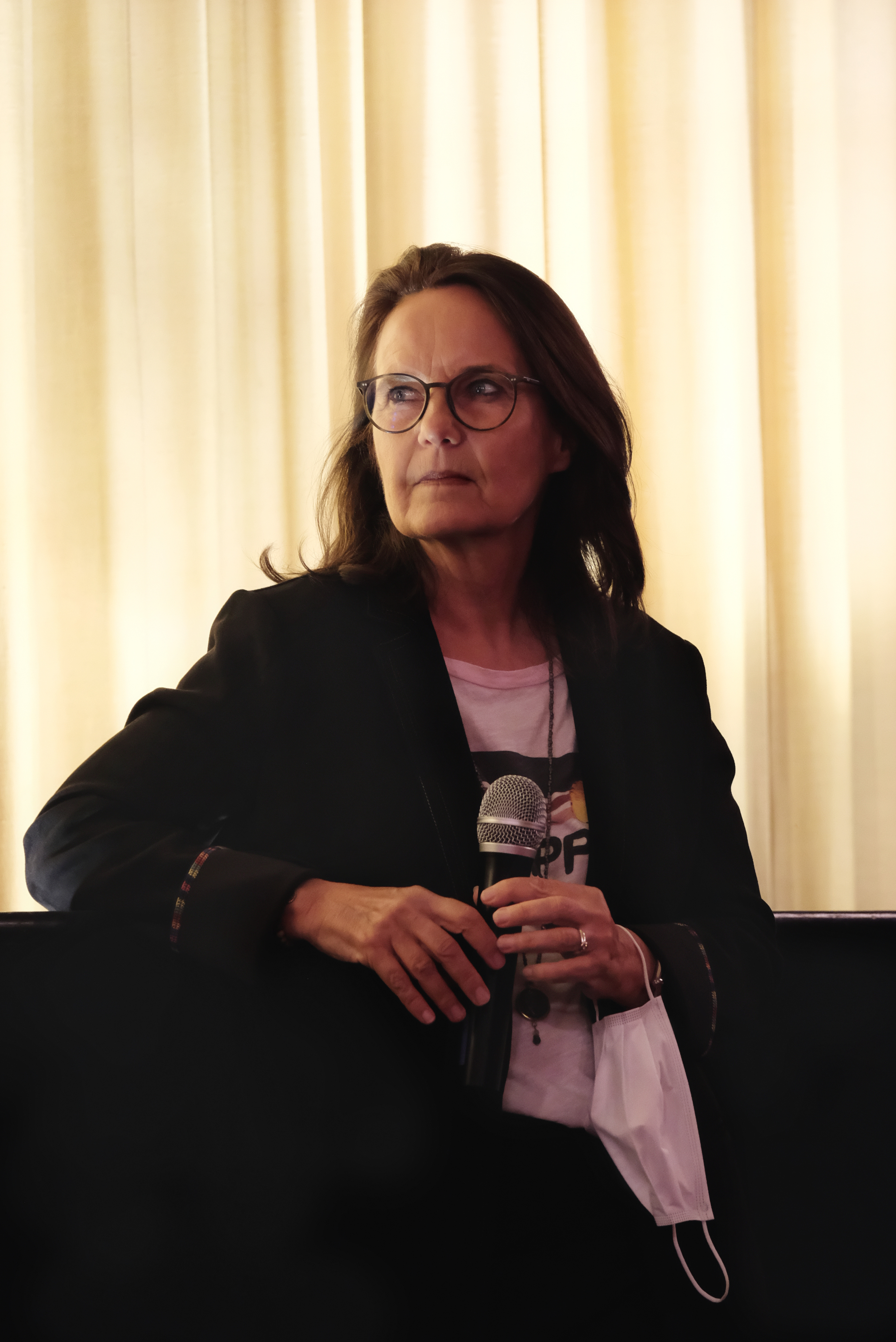
Caroline Link (2020)

Figlia di Jürgen e Ilse Link, nel 1984 inizia a lavorare alla Bavaria Film come sceneggiatrice e assistente alla regia. In seguito si laurea all'Accademia per Film e Televisione di Monaco di Baviera.
Il suo primo film come regista è Al di là del silenzio (1996) che riceve una nomination all'Oscar al miglior film straniero.
Seguono il suo secondo film, Pünktchen & Anton (1999), basato su un romanzo di Erich Kästner e nel 2001 Nowhere in Africa vincitore questa volta dell'Oscar al miglior film straniero.
Link vive con il suo partner, il regista Dominik Graf, e la loro figlia, nata nel 2002.

## Filmografia

### Cinema
- Bunte Blumen (1988) - cortometraggio
- Glück zum Anfassen (1989) - mediometraggio
- Sommertage (1990)
- Al di là del silenzio (Jenseits der Stille) (1996)
- Pünktchen & Anton (1999)
- Nowhere in Africa (Nirgendwo in Afrika) (2001)
- Im Winter ein Jahr (2008)
- Exit Marrakech (2013)
- Der Junge muss an die frische Luft (2018)
- Quando Hitler rubò il coniglio rosa (Als Hitler das rosa Kaninchen stahl) (2019)

### TV
- Faber l'investigatore (Der Fahnder) (1985) (Serie)
- Kalle der Träumer (1992) (Film)
- Safe (2022) (Serie) - 1 episodio